# أم العيال
 مركز ام العيال جنوب المدينة المنورة وتابع لمحافظة وادي الفرع وتبعد عنها 42 كم

## التاريخ
مركز ضعا يقع جنوب منطقة المدينة المنورة
وأم العيال واحدة من قرى وادي الفرع تمتاز بعينها الثجاجة ونخيلها الباسقة منذ أقدم العصور، وأم العيال فيها عين هي صدقة فاطمة بنت محمد، وسكانها البلادية من بني عمرو من حرب من قديم العصور.

## السكان
يبلغ عدد سكان ام العيال 2.000 نسمة وسكانها من بني عمرو من حرب

## الموقع الجغرافي
تقع جنوب منطقة المدينة المنورة وتبعد عن المدينةالمنورة 161 كم وعن محافظة وادي الفرع 42 كم

## المناخ
تتميز المدينة المنورة وضواحيها بمناخ جاف، إذ يسود بها المناخ الصحراوي، والذي يتميز بالجفاف وقلة سقوط الأمطار، ودرجات حرارة عالية تتراوح بين 30° و455° مئوية فيفصل الصيف،[55] أما في فصل الشتاء فيكون الجو ممطراً، ويكثر هطول المطر